# Maculabatis
Maculabatis – rodzaj ryb chrzęstnoszkieletowych z podrodziny Urogymninae w obrębie rodziny ogończowatych (Dasyatidae).

## Rozmieszczenie geograficzne
Do rodzaju należą gatunki występujące w wodach Oceanu Indyjskiego i zachodniego Oceanu Spokojnego.

## Morfologia
Długość ciała do 220 cm.

## Systematyka
Rodzaj zdefiniował w 2016 roku międzynarodowy zespół ichtiologów (Australijczyk Peter R. Last, Brytyjczyk Gavin J.P. Naylor i Filipinka Bernadette Mabel Manjaji-Matsumoto) w artykule poświęconym rewizji taksonomicznej rodziny ogończowatych na podstawie danych morfologicznych i molekularnych opublikowanym w czasopiśmie Zootaxa. Gatunkiem typowym jest (oryginalne oznaczenie) M. gerrardi.

### Etymologia
Maculabatis: łac. macula ‘plamka, cętka’; gr. βατoς batos lub βατις batis ‘płaska ryba, zwykle stosowana w odniesieniu do płaszczki lub rai’.

### Podział systematyczny
Do rodzaju należą następujące gatunki:
- Maculabatis ambigua Last, Bogorodsky & Alpermann, 2016
- Maculabatis arabica Manjaji-Matsumoto & Last, 2016
- Maculabatis astra (Last, Manjaji-Matsumoto & Pogonoski, 2008)
- Maculabatis bineeshi Manjaji-Matsumoto & Last, 2016
- Maculabatis gerrardi (Gray, 1851)
- Maculabatis macrura (Bleeker, 1852)
- Maculabatis pastinacoides (Bleeker, 1852)
- Maculabatis randalli (Last, Manjaji-Matsumoto & Moore, 2012)
- Maculabatis toshi (Whitley, 1939)